# Eriocaulon steyermarkii
Eriocaulon steyermarkii är en gräsväxtart som beskrevs av Harold Norman Moldenke. Eriocaulon steyermarkii ingår i släktet Eriocaulon och familjen Eriocaulaceae.

## Underarter
Arten delas in i följande underarter:
- E. s. bahiense
- E. s. steyermarkii